# Chrabrany
Chrabrany (hongrois : Nyitragaráb) est un village de Slovaquie situé dans la région de Nitra.

## Histoire
Première mention écrite du village en 1291.

## Démographie

### Évolution de la population
| Année:               | 1994. | 2004.   | 2014.   | 2024.    |
| -------------------- | ----- | ------- | ------- | -------- |
| Nombre de personnes: | 804   | 764     | 748     | 932      |
| Différence:          |       | -4,97 % | -2,09 % | +24,59 % |

| Année:               | 2023. | 2024.   |
| -------------------- | ----- | ------- |
| Nombre de personnes: | 927   | 932     |
| Différence:          |       | +0,53 % |